# ضريح معاذ بن جبل
مقام وضريح الصحابي معاذ بن جبل، يقع في «بلدية معاذ بن جبل» في منطقة الشونة الشمالية في الأغوار الشمالية، شمال غربي الأردن، وهو بناء تعلوه خمس قباب يعود إلى العهد العثماني، وفي داخله ضريح يُنسَب للصحابي معاذ بن جبل، وضريح آخر لولده عبد الرحمن بن معاذ بن جبل.
جُدِّد المقام والمسجد الذي بجانبه، وأقيم مركز ثقافي يقيم فيه مشرفٌ يتولى إعطاء الدروس الدينية وتقديم الشروحات اللازمة عن الصحابي للزوَّار الذين يزيد عددهم شهريًّا على سبعة آلاف زائر من مختلِف الجنسيات.

## معرض الصور

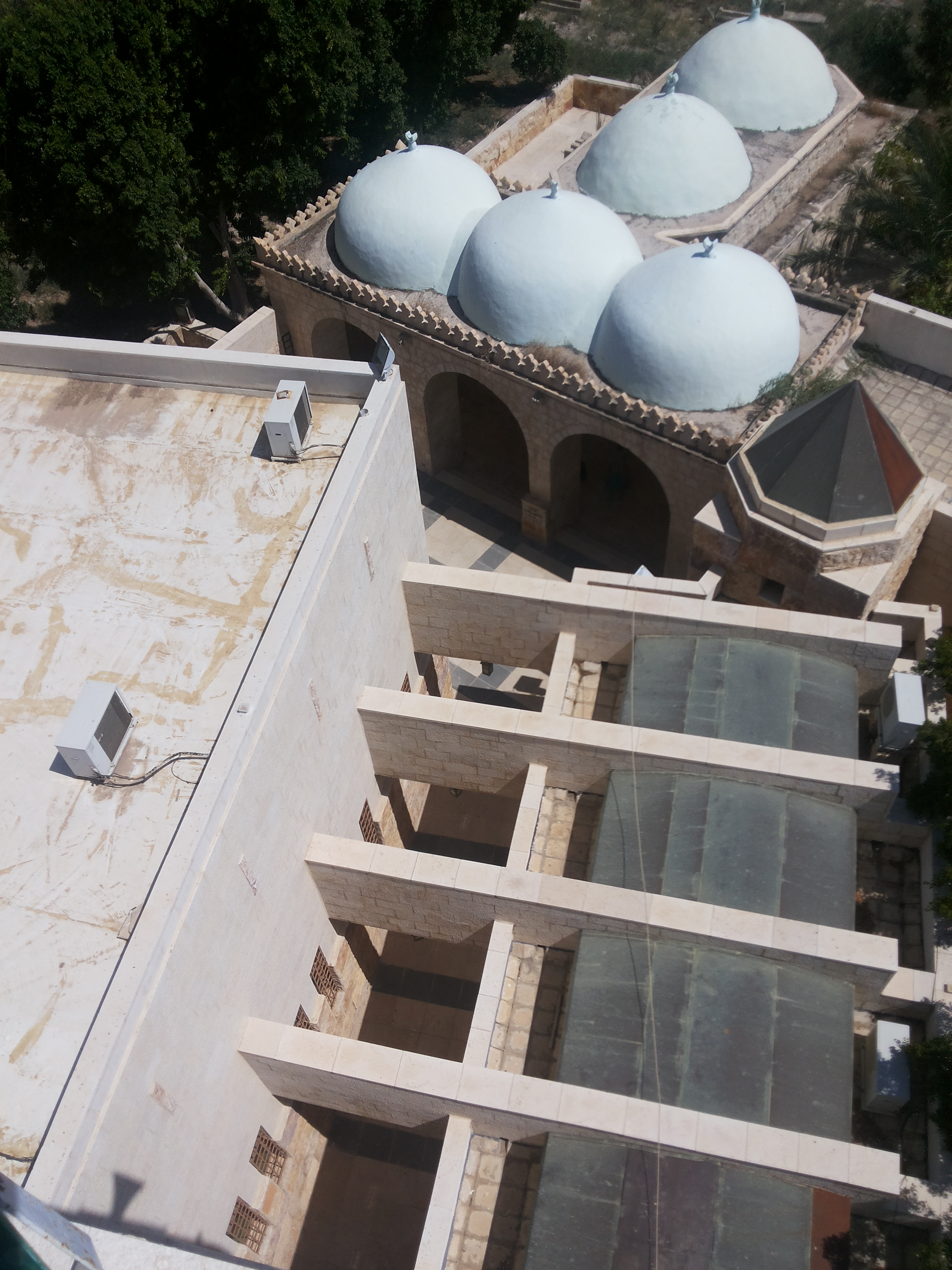
منظر للمقام من مئذنة المسجد
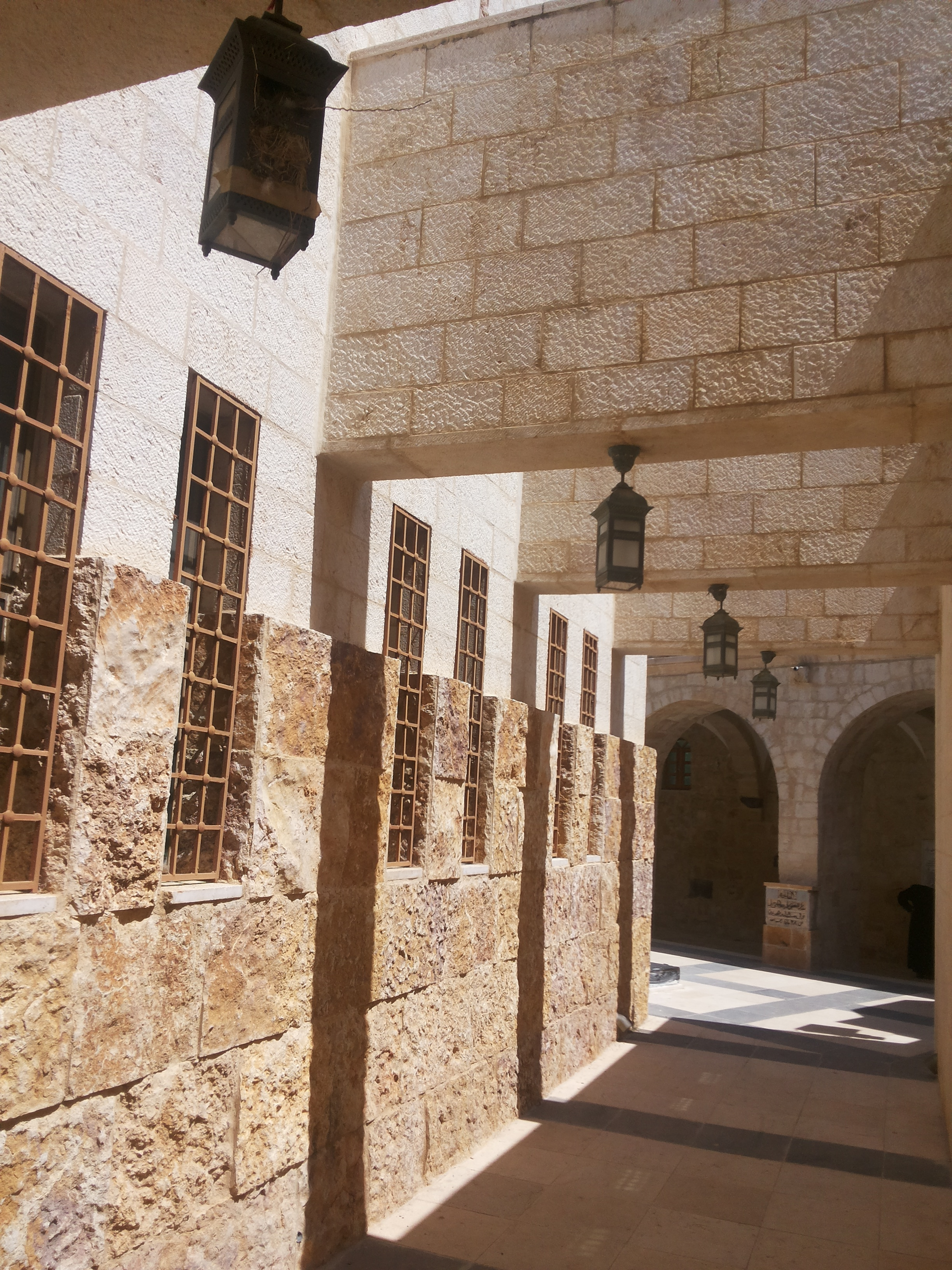
رواق يؤدي للضريح
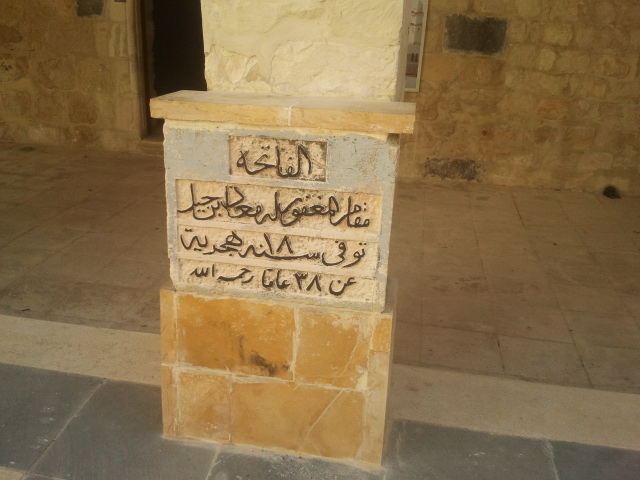
شاهد أمام الضريح
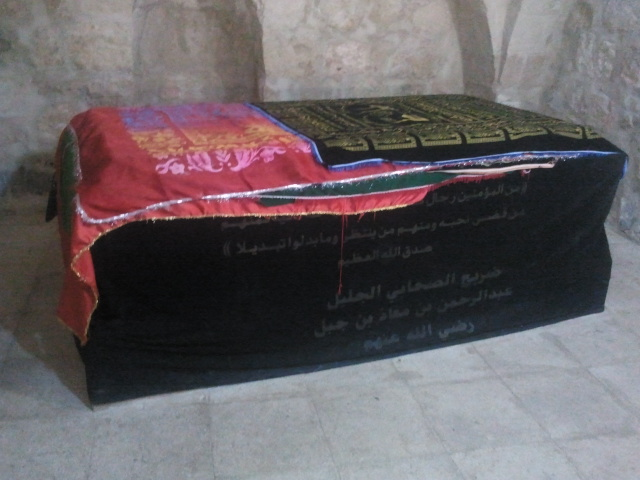
ضريح عبد الرحمن بن معاذ بن جبل